# Campeonato Sudamericano de Fútbol Sub-17 de 2015
El XVI Campeonato Sudamericano de Fútbol Sub-17 de 2015 se llevó a cabo en Paraguay. El torneo, clasificatorio para la Copa Mundial de Fútbol Sub-17 de 2015 que se desarrolló en Chile, otorgó 4 cupos para dicho certamen.

## Elección y antecedentes
Paraguay fue elegida sede en 2012 durante una reunión del comité ejecutivo de la Conmebol. 
Ha sido la tercera vez que el país sudamericano organice este torneo luego de que se llevara a cabo en 1997.

## Sedes
Las sedes del torneo, anunciadas por la Asociación Paraguaya de Fútbol, son:
| Asunción                 | Asunción Luque Capiatá | Luque                     | Capiatá                    |
| Estadio Dr. Nicolás Leoz | Asunción Luque Capiatá | Estadio Feliciano Cáceres | Estadio Lic. Erico Galeano |
| Capacidad: 15 000        | Asunción Luque Capiatá | Capacidad: 27 000         | Capacidad: 15 000          |
|                          | Asunción Luque Capiatá |                           |                            |

## Equipos participantes
Participan las diez selecciones nacionales de fútbol afiliadas a la Conmebol. Independiente del resultado que obtuviera en el certamen, Chile ya estaba clasificado como Anfitrión del Mundial de fútbol sub-17 de 2015.
| Equipos participantes | Equipos participantes | Equipos participantes | Equipos participantes | Equipos participantes |
| --------------------- | --------------------- | --------------------- | --------------------- | --------------------- |
| Argentina             | Bolivia               | Brasil                | Chile                 | Colombia              |
| Ecuador               | Paraguay              | Perú                  | Uruguay               | Venezuela             |

### Sorteo
| Cabezas de serie | Bombo 2          | Bombo 3          | Bombo 4    | Bombo 5           |
| ---------------- | ---------------- | ---------------- | ---------- | ----------------- |
| Argentina Brasil | Paraguay Uruguay | Colombia Ecuador | Chile Perú | Bolivia Venezuela |

## Árbitros
Lista de árbitros principales y árbitros asistentes designados para la competición, pertenecientes a todos los países participantes. En negritas los jueces centrales.
| - Argentina: Fernando Rapallini - Iván Núñez y Cristian Navarro (asistentes) - Bolivia: Gery Vargas - Javier Bustillos y Juan Pablo Montaño (asistentes) - Brasil: Wilton Sampaio - Fabricio Vilarinho y Bruno Boschilia (asistentes) - Chile: Roberto Tobar - Raúl Orellana y Christian Schiemann (asistentes) - Colombia: Luis Sánchez - Alexander Guzmán y Cristian de la Cruz (asistentes) | - Ecuador: Carlos Orbe - Juan C. Macías y Edwin Bravo (asistentes) - Paraguay: Mario Díaz de Vivar - Eduardo Cardozo y Juan Zorrilla (asistentes) - Perú: Miguel Santivañez - Víctor Ráez y Coty Carrera (asistentes) - Uruguay: Jonhatan Fuentes - Gabriel Popovits y Richard Trinidad (asistentes) - Venezuela: Jesús Valenzuela - Luis Murillo y Elbis Gómez (asistentes) |

## Fechas y resultados
- Los horarios corresponden a la hora de Paraguay (UTC-3). A partir del domingo, 22 de marzo de 2015, fue establecido el retraso de una hora (UTC-4).[3]

Los 10 equipos participantes en la primera fase se dividieron en 2 grupos de 5 equipos cada uno. Luego de una liguilla simple, a una sola rueda de partidos, pasaron a segunda ronda los equipos que ocuparon las posiciones primera, segunda y tercera de cada grupo. La ronda final se disputó con los 6 equipos clasificados enfrentándose en una liguilla simple. En caso de empate en puntos en cualquiera de las posiciones, la clasificación se determinaría siguiendo en orden estos criterios:
- Diferencia de goles
- Cantidad de goles marcados
- El resultado del partido jugado entre los empatados
- Por sorteo

### Primera fase

#### Grupo A
| Equipo    | Pts | PJ | PG | PE | PP | GF | GC | Dif |
| --------- | --- | -- | -- | -- | -- | -- | -- | --- |
| Paraguay  | 8   | 4  | 2  | 2  | 0  | 8  | 5  | 3   |
| Brasil    | 7   | 4  | 2  | 1  | 1  | 10 | 7  | 3   |
| Colombia  | 5   | 4  | 1  | 2  | 1  | 8  | 7  | 1   |
| Venezuela | 5   | 4  | 1  | 2  | 1  | 8  | 8  | 0   |
| Perú      | 1   | 4  | 0  | 1  | 3  | 4  | 11 | -7  |

|  | Clasificado para el Hexagonal Final. |

| 4 de marzo de 2015, 18:30 | Paraguay                    | 3:2 (2:0) | Venezuela               | Estadio Dr. Nicolás Leoz, Asunción |                           |
|                           | Díaz 24' · Ferreira 42' 51' | Reporte   | Chacón 76' · Yendis 82' | Árbitro(s): Roberto Tobar          | Árbitro(s): Roberto Tobar |

| 5 de marzo de 2015, 20:10 | Brasil                                    | 3:2 (0:1) | Colombia                         | Estadio Feliciano Cáceres, Luque |                              |
|                           | Leandrinho 50' · Evander 66' · Andrey 72' | Reporte   | Bolaños 45+1' (pen.) · Ariza 74' | Árbitro(s): Jonhatan Fuentes     | Árbitro(s): Jonhatan Fuentes |

- Equipo libre:  Perú.

| 7 de marzo de 2015, 18:00 | Venezuela                 | 2:2 (1:0) | Perú            | Estadio Lic. Erico Galeano, Capiatá |                         |
|                           | Farisato 14' · Chacón 55' | Reporte   | Iberico 60' 61' | Árbitro(s): Gery Vargas             | Árbitro(s): Gery Vargas |

| 7 de marzo de 2015, 20:10 | Paraguay             | 2:2 (0:1) | Brasil                      | Estadio Lic. Erico Galeano, Capiatá |                                |
|                           | Díaz 68' · Morel 80' | Reporte   | Leandrinho 32' · Kleber 53' | Árbitro(s): Fernando Rapallini      | Árbitro(s): Fernando Rapallini |

- Equipo libre:  Colombia.

| 9 de marzo de 2015, 18:00 | Colombia                                                        | 4:2 (2:1) | Perú                   | Estadio Lic. Erico Galeano, Capiatá |                           |
|                           | Bolaños 11' · Valdeblanquez 35' · Pérez 47' (pen.) · Cuesta 50' | Reporte   | Iberico 40' (pen.) 69' | Árbitro(s): Roberto Tobar           | Árbitro(s): Roberto Tobar |

| 9 de marzo de 2015, 20:10 | Brasil                      | 2:3 (2:0) | Venezuela                                           | Estadio Lic. Erico Galeano, Capiatá |                         |
|                           | Lincoln 16' · Adryelson 23' | Reporte   | Herrera 53' (pen.) · Chacón 75' · Marcos 82' (a.g.) | Árbitro(s): Carlos Orbe             | Árbitro(s): Carlos Orbe |

- Equipo libre:  Paraguay.

| 11 de marzo de 2015, 18:00 | Venezuela   | 1:1 (0:1) | Colombia | Estadio Dr. Nicolás Leoz, Asunción |                                |
|                            | Herrera 56' | Reporte   | Pérez 6' | Árbitro(s): Fernando Rapallini     | Árbitro(s): Fernando Rapallini |

| 11 de marzo de 2015, 20:10 | Paraguay                          | 2:0 (1:0) | Perú | Estadio Dr. Nicolás Leoz, Asunción |                              |
|                            | R. Ferreira 19' · C. Ferreira 81' | Reporte   |      | Árbitro(s): Jonhatan Fuentes       | Árbitro(s): Jonhatan Fuentes |

- Equipo libre:  Brasil.

| 13 de marzo de 2015, 18:00 | Brasil                 | 3:0 (0:0) | Perú | Estadio Feliciano Cáceres, Luque |                         |
|                            | Leandrinho 59' 63' 82' | Reporte   |      | Árbitro(s): Gery Vargas          | Árbitro(s): Gery Vargas |

| 13 de marzo de 2015, 20:10 | Paraguay    | 1:1 (1:0) | Colombia  | Estadio Feliciano Cáceres, Luque |                         |
|                            | Valiente 9' | Reporte   | Ariza 58' | Árbitro(s): Carlos Orbe          | Árbitro(s): Carlos Orbe |

- Equipo libre:  Venezuela.

#### Grupo B
| Equipo    | Pts | PJ | PG | PE | PP | GF | GC | Dif |
| --------- | --- | -- | -- | -- | -- | -- | -- | --- |
| Uruguay   | 12  | 4  | 4  | 0  | 0  | 11 | 3  | 8   |
| Ecuador   | 9   | 4  | 3  | 0  | 1  | 10 | 3  | 7   |
| Argentina | 6   | 4  | 2  | 0  | 2  | 7  | 5  | 2   |
| Bolivia   | 3   | 4  | 1  | 0  | 3  | 5  | 14 | -9  |
| Chile     | 0   | 4  | 0  | 0  | 4  | 4  | 12 | -8  |

|  | Clasificado para el Hexagonal Final. |

| 6 de marzo de 2015, 18:00 | Argentina     | 1:2 (0:1) | Ecuador                 | Estadio Dr. Nicolás Leoz, Asunción |                                 |
|                           | Berterame 89' | Reporte   | Pereira 21' · Naula 88' | Árbitro(s): Mario Díaz de Vivar    | Árbitro(s): Mario Díaz de Vivar |

| 6 de marzo de 2015, 20:10 | Uruguay                                      | 4:1 (1:0) | Bolivia  | Estadio Dr. Nicolás Leoz, Asunción |                          |
|                           | Ergas 38' · Valverde 48' · Rodríguez 72' 84' | Reporte   | Vaca 56' | Árbitro(s): Luis Sánchez           | Árbitro(s): Luis Sánchez |

- Equipo libre:  Chile.

| 8 de marzo de 2015, 18:00 | Uruguay                | 2:1 (1:0) | Argentina    | Estadio Feliciano Cáceres, Luque |                            |
|                           | Valverde 5' 77' (pen.) | Reporte   | Conechny 65' | Árbitro(s): Wilton Sampaio       | Árbitro(s): Wilton Sampaio |

| 8 de marzo de 2015, 20:10 | Bolivia                              | 3:2 (1:1) | Chile             | Estadio Feliciano Cáceres, Luque |                              |
|                           | Iriondo 25' · Miranda 48' · Vaca 63' | Reporte   | Mazuela 16' 90+1' | Árbitro(s): Jesús Valenzuela     | Árbitro(s): Jesús Valenzuela |

- Equipo libre:  Ecuador.

| 10 de marzo de 2015, 18:00 | Argentina                                 | 4:1 (2:1) | Bolivia     | Estadio Feliciano Cáceres, Luque |                               |
|                            | Conechny 31' · Ruíz 45' 90' · Coyette 63' | Reporte   | Miranda 19' | Árbitro(s): Miguel Santivañez    | Árbitro(s): Miguel Santivañez |

| 10 de marzo de 2015, 20:10 | Ecuador                                      | 4:1 (1:1) | Chile       | Estadio Feliciano Cáceres, Luque |                          |
|                            | Corozo 28' · Estupiñán 72' · Naula 89' 90+2' | Reporte   | Salazar 33' | Árbitro(s): Luis Sánchez         | Árbitro(s): Luis Sánchez |

- Equipo libre:  Uruguay.

| 12 de marzo de 2015, 18:00 | Bolivia | 0:4 (0:4) | Ecuador                                             | Estadio Lic. Erico Galeano, Capiatá |                              |
|                            |         | Reporte   | Corozo 1' · Tello 9' · Jaramillo 25' · Casquete 33' | Árbitro(s): Jesús Valenzuela        | Árbitro(s): Jesús Valenzuela |

| 12 de marzo de 2015, 20:10 | Uruguay                                           | 4:1 (2:0) | Chile               | Estadio Lic. Erico Galeano, Capiatá |                            |
|                            | Rossi 1' 88' · Valverde 17' · Schiappacasse 90+2' | Reporte   | Provoste 76' (pen.) | Árbitro(s): Wilton Sampaio          | Árbitro(s): Wilton Sampaio |

- Equipo libre:  Argentina.

| 14 de marzo de 2015, 18:00 | Argentina    | 1:0 (1:0) | Chile | Estadio Lic. Erico Galeano, Capiatá |                               |
|                            | Conechny 28' | Reporte   |       | Árbitro(s): Miguel Santivañez       | Árbitro(s): Miguel Santivañez |

| 14 de marzo de 2015, 20:10 | Uruguay      | 1:0 (0:0) | Ecuador | Estadio Lic. Erico Galeano, Capiatá |                                 |
|                            | Saracchi 80' | Reporte   |         | Árbitro(s): Mario Díaz de Vivar     | Árbitro(s): Mario Díaz de Vivar |

- Equipo libre:  Bolivia.

### Fase final
| Equipo    | Pts | PJ | PG | PE | PP | GF | GC | Dif |
| --------- | --- | -- | -- | -- | -- | -- | -- | --- |
| Brasil    | 9   | 5  | 3  | 0  | 2  | 8  | 7  | 1   |
| Argentina | 8   | 5  | 2  | 2  | 1  | 7  | 4  | 3   |
| Ecuador   | 8   | 5  | 2  | 2  | 1  | 6  | 5  | 1   |
| Paraguay  | 7   | 5  | 2  | 1  | 2  | 11 | 10 | 1   |
| Uruguay   | 6   | 5  | 2  | 0  | 3  | 6  | 7  | -1  |
| Colombia  | 4   | 5  | 1  | 1  | 3  | 3  | 8  | -5  |

|  | Clasificado para la Copa Mundial de Fútbol Sub-17 de 2015 |

#### Fecha 1
| 17 de marzo de 2015, 17:50 | Brasil | 0:1 (0:1) | Argentina     | Estadio Feliciano Cáceres, Luque |                           |
|                            |        | Reporte   | Berterame 34' | Árbitro(s): Roberto Tobar        | Árbitro(s): Roberto Tobar |

| 17 de marzo de 2015, 20:00 | Paraguay                                                      | 4:0 (1:0) | Colombia | Estadio Feliciano Cáceres, Luque |                            |
|                            | R. Ferreira 37' 81' · Valdeblanquez 60' (a.g.) · Valiente 72' | Reporte   |          | Árbitro(s): Wilton Sampaio       | Árbitro(s): Wilton Sampaio |

| 17 de marzo de 2015, 22:10 | Uruguay | 0:1 (0:1) | Ecuador     | Estadio Feliciano Cáceres, Luque |                                |
|                            |         | Reporte   | Pereira 36' | Árbitro(s): Fernando Rapallini   | Árbitro(s): Fernando Rapallini |

#### Fecha 2
| 20 de marzo de 2015, 17:50 | Brasil                      | 2:1 (2:0) | Ecuador   | Estadio Dr. Nicolás Leoz, Asunción |                         |
|                            | Leandrinho 5' · Lincoln 33' | Reporte   | Tello 65' | Árbitro(s): Gery Vargas            | Árbitro(s): Gery Vargas |

| 20 de marzo de 2015, 20:00 | Paraguay        | 1:4 (0:2) | Argentina                                    | Estadio Dr. Nicolás Leoz, Asunción |                              |
|                            | C. Ferreira 78' | Reporte   | Conechny 3' 90' · Berterame 32' · Chicco 80' | Árbitro(s): Jonhatan Fuentes       | Árbitro(s): Jonhatan Fuentes |

| 20 de marzo de 2015, 22:10 | Uruguay   | 1:0 (0:0) | Colombia | Estadio Dr. Nicolás Leoz, Asunción |                               |
|                            | Rossi 68' | Reporte   |          | Árbitro(s): Miguel Santivañez      | Árbitro(s): Miguel Santivañez |

#### Fecha 3
| 23 de marzo de 2015, 16:50 | Colombia      | 1:1 (1:0) | Argentina   | Estadio Lic. Erico Galeano, Capiatá |                                 |
|                            | Carrascal 24' | Reporte   | Roskopf 49' | Árbitro(s): Mario Díaz de Vivar     | Árbitro(s): Mario Díaz de Vivar |

| 23 de marzo de 2015, 19:00 | Paraguay             | 2:2 (0:2) | Ecuador        | Estadio Lic. Erico Galeano, Capiatá |                              |
|                            | Rodas 51' · Díaz 62' | Reporte   | Casquete 1' 9' | Árbitro(s): Jesús Valenzuela        | Árbitro(s): Jesús Valenzuela |

| 23 de marzo de 2015, 21:10 | Uruguay                 | 2:3 (0:1) | Brasil                      | Estadio Lic. Erico Galeano, Capiatá |                          |
|                            | Valverde 61' 75' (pen.) | Reporte   | Evander 14' 82' · Ramon 68' | Árbitro(s): Luis Sánchez            | Árbitro(s): Luis Sánchez |

#### Fecha 4
| 26 de marzo de 2015, 16:50 | Colombia  | 1:2 (0:1) | Ecuador                  | Estadio Dr. Nicolás Leoz, Asunción |                                |
|                            | Cetre 52' | Reporte   | Pereira 40' · Corozo 53' | Árbitro(s): Fernando Rapallini     | Árbitro(s): Fernando Rapallini |

| 26 de marzo de 2015, 19:00 | Paraguay                      | 2:3 (1:2) | Brasil                          | Estadio Dr. Nicolás Leoz, Asunción |                               |
|                            | Aranda 7' · Caique 67' (a.g.) | Reporte   | Andrey 38' · Leandrinho 42' 77' | Árbitro(s): Miguel Santivañez      | Árbitro(s): Miguel Santivañez |

| 26 de marzo de 2015, 21:10 | Uruguay                     | 2:1 (2:0) | Argentina    | Estadio Dr. Nicolás Leoz, Asunción |                           |
|                            | Mederos 21' · Fernández 42' | Reporte   | Palacios 74' | Árbitro(s): Roberto Tobar          | Árbitro(s): Roberto Tobar |

#### Fecha 5
| 29 de marzo de 2015, 16:30 | Ecuador | 0:0     | Argentina | Estadio Feliciano Cáceres, Luque |                         |
|                            |         | Reporte |           | Árbitro(s): Gery Vargas          | Árbitro(s): Gery Vargas |

| 29 de marzo de 2015, 19:00 | Paraguay                      | 2:1 (1:0) | Uruguay      | Estadio Feliciano Cáceres, Luque |                            |
|                            | Paredes 32' · C. Ferreira 75' | Reporte   | Valverde 53' | Árbitro(s): Wilton Sampaio       | Árbitro(s): Wilton Sampaio |

| 29 de marzo de 2015, 21:15 | Brasil | 0:1 (0:0) | Colombia  | Estadio Feliciano Cáceres, Luque |                                 |
|                            |        | Reporte   | Cetre 58' | Árbitro(s): Mario Díaz de Vivar  | Árbitro(s): Mario Díaz de Vivar |

|                            |
| Bandera de Brasil          |
| Campeón Brasil 11.º título |

## Cuadro final
|    | Selección | Pts. | PJ | PG | PE | PP | GF | GC | Dif. |
| 1  | Brasil    | 16   | 9  | 5  | 1  | 3  | 18 | 14 | 4    |
| 2  | Argentina | 14   | 9  | 4  | 2  | 3  | 14 | 9  | 5    |
| 3  | Ecuador   | 17   | 9  | 5  | 2  | 2  | 16 | 8  | 8    |
| 4  | Paraguay  | 15   | 9  | 4  | 3  | 2  | 19 | 15 | 4    |
| 5  | Uruguay   | 18   | 9  | 6  | 0  | 3  | 17 | 10 | 7    |
| 6  | Colombia  | 9    | 9  | 2  | 3  | 4  | 11 | 15 | -4   |
| 7  | Venezuela | 5    | 4  | 1  | 2  | 1  | 8  | 8  | 0    |
| 8  | Bolivia   | 3    | 4  | 1  | 0  | 3  | 5  | 14 | -9   |
| 9  | Perú      | 1    | 4  | 0  | 1  | 3  | 4  | 11 | -7   |
| 10 | Chile     | 0    | 4  | 0  | 0  | 4  | 4  | 12 | -8   |

## Goleadores
| Jugador           | Selección | Goles |
| Leandrinho        | Brasil    | 8     |
| Federico Valverde | Uruguay   | 7     |
| Tomás Conechny    | Argentina | 5     |
| Carlos Ferreira   | Paraguay  | 5     |
| Luis Iberico      | Perú      | 4     |
| Germán Berterame  | Argentina | 3     |
| Anderson Naula    | Ecuador   | 3     |
| Andy Casquete     | Ecuador   | 3     |
| Jhon Pereira      | Ecuador   | 3     |
| Washington Corozo | Ecuador   | 3     |
| Rodi Ferreira     | Paraguay  | 3     |
| Diego Rossi       | Uruguay   | 3     |
| Ronaldo Chacón    | Venezuela | 3     |

## Clasificados al Mundial Sub-17 Chile 2015
| Bandera de Chile | Bandera de Brasil | Bandera de Argentina | Bandera de Ecuador | Bandera de Paraguay |
| Chile Anfitrión  | Brasil            | Argentina            | Ecuador            | Paraguay            |